# Georgian Stock Exchange
Die Georgian Stock Exchange (georgisch: საქართველოს საფონდო ბირჟა, wörtlich „Georgian Stock Exchange Market“) ist die wichtigste Börse im Land Georgien. Sie wurde von der „Joint Stock Company Georgian Stock Exchange Charter“ gegründet, die 1999 registriert und genehmigt wurde. Sie befindet sich in der Hauptstadt Tiflis und ihre englische Abkürzung lautet GSE. 

## Geschichte
Georgian Stock Exchange (GSE) – ist der einzige funktionierende organisierte Wertpapiermarkt in Georgien. Die GSE wurde mit Hilfe von USAID gegründet und konzipiert und operiert innerhalb des mit Unterstützung amerikanischer Experten ausgearbeiteten rechtlichen Rahmens. GSE entspricht den globalen Best Practices im Wertpapierhandel und bietet sowohl lokalen als auch ausländischen Investoren eine effiziente Investitionsmöglichkeit. Das automatisierte Handelssystem von GSE kann Tausende von Wertpapieren aufnehmen, die von Brokern von den Arbeitsplätzen im GSE-Bereich oder von ihren Büros aus gehandelt werden können. Zum 1. April 2024 sind 28 Unternehmen an der GSE zugelassen, mit einer Gesamtmarktkapitalisierung von 2,243 Milliarden US-Dollar und einem Tagesumsatz im März 2024 von 2.224 GEL.

## Mitgliedschaften
Die Georgische Börse ist Mitglied der Federation of Euro-Asian Exchanges.